# Trnovče (Słowenia)
Trnovče – wieś w Słowenii, w gminie Lukovica. W 2018 roku liczyła 107 mieszkańców.